# ひぐらしデイブレイク
『ひぐらしデイブレイク』は、同人ゲーム『ひぐらしのなく頃に』を元にした対戦アクションゲーム。同人サークル・黄昏フロンティアが、『ひぐらしのなく頃に』の開発元である同人サークル・07th Expansionとの共同開発の形式を取り、原作者・竜騎士07が書き下ろしたシナリオを用いて製作した。
タイトルは『ひぐらしデイブレイク』と「ブ」を赤文字で表記する。ひぐらしデイブレイクの頭文字をとって「ひデブ」と略されることが多い。ひぐらし関連のコミュニティの中ではデイブレ・デブレなどと略されることもしばしば。
2006年12月31日のコミックマーケット71（3日目）より頒布された『ひぐらしのなく頃に礼』に収録された番外編「昼壊し編」（ひるこわしへん）は、本作の世界観を竜騎士07自らノベライズ化したものである。

## 概要
本作は07th Expansionの協力の下に、黄昏フロンティアが製作・配布する同人ゲームである。原作となるサウンドノベルとは違い、2対2の協力対戦アクションとなっており、ネットワークを介した遠距離での通信対戦も可能となっている。操作方式は『機動戦士ガンダムSEED 連合vs.Z.A.F.T.』とほぼ同様。
『ひぐらしのなく頃に』でおなじみの登場人物が、作中で実際に使われるバットや鉈などの武器を駆使し雛見沢を舞台に戦う。シナリオも原作者・竜騎士07自らの書き下ろしで、原作とは違い怖い話は一切出てこない。また、一般的なテレビゲームとは異なる同人ゲームにもかかわらず、原作のドラマCD・アニメと同じ声優を起用している。

## ストーリー
いつもと変わらない平穏な一日。ある日、古手梨花が祭具殿の周りを掃除していると、突然頭の上に小箱が落ちてきた。その小箱を開けてみると、中には紅白の可愛らしいオットセイのマスコットが。
実はこのマスコットは古手神社の至宝、『フワラズの勾玉』。赤い方を持っている者は無条件で白い方を持っている者の事を好きになってしまう、言うなれば片思いを成就させるお守りなのである。
その効果が実証され、それを欲しがる部活メンバー達。そこで、部長である園崎魅音が二人一組のペアに分かれて戦い、優勝したペアがその『フワラズの勾玉』を手に入れる事が出来るというトーナメント戦を提案した。当初は部活メンバーだけのゲームだったのだが、いつの間にか大人達も加わり、部活は雛見沢全体を巻き込む大騒ぎへと発展してしまう。
はたして『フワラズの勾玉』を手にするのは、どのペアなのだろうか……。

## 登場人物
ストーリーモードではチームは固定だが、対戦では自由にチームを組むことが出来る。登場人物の基本設定はひぐらしのなく頃にの登場人物を参照。

### これぞ！主人公チーム
前原 圭一（まえばら けいいち）
声 - 保志総一朗
武器：転校生のバット、無敵アイアン、証拠隠滅シャベル（改から）
格闘も射撃も癖の少ないバランス型キャラクター。
バットはややリーチが長めの連続攻撃タイプ。アイアンはバットよりもやや射撃寄りで妨害タイプ。シャベルは射撃の弾速は遅いが、範囲でカバーするばら蒔きタイプ。
竜宮 レナ（りゅうぐう れな）
声 - 中原麻衣
武器：愛用の鉈、刃こぼれした斧、鉄塊鉈（改から）
圭一よりやや格闘重視の弱点の目立たないバランスキャラクター。
鉈は格闘重視でありながら、ひデブの攻撃一式を持つバランス型。斧は遠距離攻撃が皆無と言えるほど貧弱な代わりに接近戦に特化したインファイター型。愛用の鉈を持っている時のみ、エクストラアタックで原作にも登場した「レナぱん」を繰り出すことができる。
鉄塊鉈を武器にした時のみいわゆる暴走状態のレナとなり台詞が変わる。鉄塊鉈は動きが重くなる代わりにスーパーアーマとなり、攻撃モーション中は攻撃がキャンセルされない。火力は極端に上がるが、攻撃の全てが味方を巻き込む恐れがある。

### 迷惑双子姉妹チーム
園崎 魅音（そのざき みおん）
声 - 雪野五月
武器：二丁拳銃、特注の水鉄砲、暴徒鎮圧放水銃（改から）
射撃攻撃のスペシャリスト。二丁拳銃はバランスが良く支援能力に長け、水鉄砲はタイマン寄りの中距離型。暴徒鎮圧放水銃は特注の水鉄砲の遠距離版となっている。
ただし、格闘攻撃の性能は低くないものの、扱いやすいものではないので接近戦は少々苦手。だが、合気道に長けている設定から、エクストラアタックでは当て身投げを使用することができる。
園崎 詩音（そのざき しおん）
声 - 雪野五月
武器：コンバットナイフ、改造スタンガン、地下祭具殿の鞭（改から）
リーチ・防御力は低いが、素早い動きで接近戦を得意とする。ナイフはヒット＆アウェイ型、スタンガンは感電させた後に格闘を繋げるコンボ型。地下祭具殿の鞭は近、中距離から相手を引き寄せる引き寄せ型となっている。
ただし、武器の都合上姉とは正反対に遠距離戦は不向き。

### 頑張れちびっ子チーム
古手 梨花（ふるで りか）
声 - 田村ゆかり
武器：儀式用の鋤、対鉈女用モップ、祭具殿の鎌（改から）
操作にかなりクセが有り、全体的な動きは遅く防御力も最低だが、空中ダッシュが特殊（変形型）で独特の軌道の射撃が強力。鋤はオールレンジ射撃を有する射撃特化型、モップは射撃であらゆる距離をカバーする範囲重視型。また、沙都子と組んでいる場合のみ、エクストラアタックで「超級覇王沙都子弾」を打ち出すことができる。
祭具殿の鎌を武器にした時のみ俗に言う黒梨花の人格になり台詞が変わる。格闘能力が強化され最高クラスの機動力を得るが、防御力は更に低くなり最も低くなる。
北条 沙都子（ほうじょう さとこ）
声 - かないみか
武器：特選花火セット、沙都子のトラップ講座、誘導花火セット（改から）
素早い動きで走り回り、攻撃力の低さを手数や妨害でカバーする。花火セットは撹乱型、トラップはフィールド上に罠を設置する特殊型。誘導花火セットは火力は高いが味方を巻き込みやすい為、遠距離の射撃タイプ。
格闘能力も攻撃力以外は全体的に高水準。
なお、トラップは乱戦の遠くから援護用に仕掛けるほかに、起き攻め等にも使える。

### 熱愛アベックチーム
鷹野 三四（たかの みよ）
声 - 伊藤美紀
武器：毒薬入り注射器、毒ガススプレー缶、支援用発信機（改から）
相手に一定量ダメージを与え続ける毒攻撃を仕掛けられるが、毒ダメージ自体では相手をKOできないので単独では格闘攻撃でしか止めをさせない特殊型。注射器は癖が少なく状態異常も与えられ、スプレー缶の方は超遠距離からの射撃が強い支援型。支援用発信機は前二つのように毒攻撃はないが、ターゲットをロックさせて相手に攻撃を加える特殊型となっている。
富竹 ジロウ（とみたけ ジロウ）
声 - 大川透
武器：サバイバルカメラ、霊能写真機、サブマシンガン（改から）
攻撃力・防御力の高い接近戦キャラクター。サバイバルカメラは変則的な射撃から格闘に持ち込むインファイター型、写真機は弾数は少ないが非常に扱いやすい射撃を持つバランス型。サブマシンガンは遠距離攻撃ができるようになったが、CSCなどができなくなり格闘戦がやや苦手なサポート型。
打撃のリーチもそれなりに長い。

### 興宮署特命刑事チーム
大石 蔵人（おおいし くらうど）
声 - 茶風林
武器：愛用の拳銃、ハイパーアーム、押収品倉庫（改から）
動きは遅いが攻撃力・防御力が非常に高い。拳銃は通常射撃から状態異常射撃を出せるバランス型で、アームは射撃が投げ攻撃になっており非常に威力が高い接近戦型。押収品倉庫はスタンガンやバケツなどを取り出し様々な攻撃する特殊型となっている。
赤坂 衛（あかさか まもる）
声 - 子安武人（ポータブルでは小野大輔）
武器：波動の極意書、空手の極意書、刹那の極意書（改から）
直線的な攻撃が多いものの、格闘と射撃のバランスがいいキャラクター。波動は優秀な射撃を持つバランス型、空手は火力の高い格闘重視型。刹那は射撃が全てカウンター技の当身型となっている。

### 雛見沢分校先生チーム
入江 京介（いりえ きょうすけ）
声 - 関俊彦
武器：入江特製医療セット、入江特製入院セット、入江特製応援セット（改から）
射撃系キャラクター。どちらの装備も支援寄りで、医療セットは攻撃面は癖も無く、味方に射撃を当てると体力を回復させることができ、入院セットは他の武器より範囲が大きくなり、当てた相手の能力を少し下げる射撃を撃つ事ができる。応援は弾速が速く、味方の能力を上昇させることができる。
知恵 留美子（ちえ るみこ）
声 - 折笠富美子
武器：授業用T字定規、授業用コンパス、授業用チョーク（改から）
機動力の高いキャラクター。基本的に射撃も格闘も万能で、HPが子供組並みに低い事を除けばオールマイティなキャラクター。定規は扱いやすい攻撃で追加入力で追加攻撃が可能なバランス型。コンパスはHit数の多い射撃と弾幕で攻める中距離射撃型。チョークは火力は低いが弾幕が多く、更に相手を一定の場所のみ目晦ましにする能力を持つ。動きが元ネタである月姫のシエルを彷彿させる。改で追加されたコスチュームにはシエルのものもあり、それを選択すると戦闘のセリフも変化する。
ただし、『MELTY BLOOD』と同じ動作のダッシュが方向転換不能で、制御が難しい。

### 武闘派園崎組チーム
園崎 茜（そのざき あかね）
声 - 井上喜久子
武器：無銘、玉弾き、居合い刀（改から）
高機動近接キャラクター。どの武器も接近戦に優れている。玉弾きはガードポイント付きの攻撃を多く持つ。
ただし防御力はかなり低く、倒されやすい。
葛西 辰由（かさい たつよし）
声 - 立木文彦
武器：ショットガン、マシンガン、スナイパーライフル（改から）
防御力の高い射撃系キャラクター。ショットガンは最速の射撃を持ち、マシンガンは最高威力の射撃を撃つ事が出来る。スナイパーライフルは相手に照準を絞り当てる武器となり、自分自身その位置に固定して発射する。少し当てにくく隙が多いが、攻撃力は高くなっている。また、ジャンプ中では照準を絞らずにそのまま発射となる。
スナイパーライフル使用時はスコープからヘッドショットを狙うFPSのようなプレイができる。

## ひぐらしデイブレイク改
『ひぐらしデイブレイク改』はひぐらしデイブレイクのアペンドディスクでストーリーモードの新チーム、対戦モード専用キャラクター、各キャラクターの新武器・新コスチュームなどを追加要素としている。4月22日サンシャインクリエイションで配布された後、各ショップで委託販売された。ジャケット裏の動作環境に誤植でWindows Vistaが含まれているが、Vista以降のOSによるプレイはサポート外となっている。

### 新チーム
部長さんの内緒チーム
圭一と魅音のペア。
ねーねーと一緒チーム
沙都子と詩音のペア。
レナのお持ち帰りチーム
レナと梨花のペア。

### 追加キャラクター
羽入（はにゅう）
声 - 堀江由衣
武器：神の世界、鬼狩柳桜
神の世界は時間停止など特殊なスキルを持ち相手をサポートする能力を持つ。鬼狩柳桜の方は攻撃系の技が多くなっている。また、鬼狩柳桜のみ特殊モードになると武器と技、そして台詞が変わり強化される。
公由 夏美（きみよし なつみ）
声 - 水橋かおり
武器：おかーさんの包丁、おばーちゃんの鋸
どちらも武器がバランス型となっている。包丁は小回りが利き動きが早くなっている。鋸は少し動きは遅くなるもののヒット数が増えている。

## ひぐらしデイブレイク Portable
『ひぐらしデイブレイク Portable（ひぐらしデイブレイクポータブル）』は、『ひぐらしデイブレイク』のPlayStation Portable (PSP) 移植作。PSPへの移植に伴い、販売元がPS2およびニンテンドーDSのひぐらし作品への移植に携わったアルケミストに変わり、グラフィックなどが今までの原作準拠のものと違い、同社の出した移植版準拠へと変更されているのが特徴。また、夏美と羽入の新ストーリー追加や新コスチューム追加等の追加要素がある。

### 限定BOX特典
- 「圭一」「レナ」「梨花」のSDフィギュア3体
- ドラマCD「君恋し編」
  - なお、同名の二次創作（オリスク）があるが、全くの別物である。

### 予約特典
- 勾玉キーホルダー（赤）

### 主題歌
オープニングテーマ「その先にある、誰かの笑顔の為に」
作詞・作曲 - 志倉千代丸 / 歌 - 彩音

## ひぐらしデイブレイク Portable MEGA EDITION
『ひぐらしデイブレイク Portable MEGA EDITION（ひぐらしデイブレイクポータブル メガエディション）』は、『ひぐらしデイブレイク Portable』のパワーアップバージョン。悟史と田無美代子と小此木が新たに追加された他、演出の変更や戦闘バランス調整、新コスチューム等が追加。

### 限定BOX特典
- 「悟史」「詩音」「魅音」のでふぉめシリーズフィギュア3体
- ドラマCD「幸探し編」

### 予約特典
- 「オレが小此木だ!」キーカバー

### 追加キャラクター
北条 悟史 （ほうじょう さとし）
声 - 小林ゆう
武器：愛用のバット、プレゼントのクマ
田無 美代子（たなし みよこ）
声 - 大浦冬華
武器：奇跡の10円玉、お子様ランチの旗
小此木（おこのぎ）
声 - 成田剣
武器：枝切りバサミ、ハンドガン

## コミカライズ
綾見ちは・云熊まく作で月刊コンプティーク2009年4月号～9月号に『ひぐらしデイブレイク Portable』として連載、単行本全1巻。